# Vadugapatti
Vadugapatti é uma panchayat (vila) no distrito de Erode, no estado indiano de Tamil Nadu.

## Demografia
Segundo o censo de 2001, Vadugapatti tinha uma população de 10,919 habitantes. Os indivíduos do sexo masculino constituem 50% da população e os do sexo feminino 50%. Vadugapatti tem uma taxa de literacia de 58%, inferior à média nacional de 59.5%: a literacia no sexo masculino é de 66% e no sexo feminino é de 49%. Em Vadugapatti, 8% da população está abaixo dos 6 anos de idade.